# Gustaf Dyrssen (general)

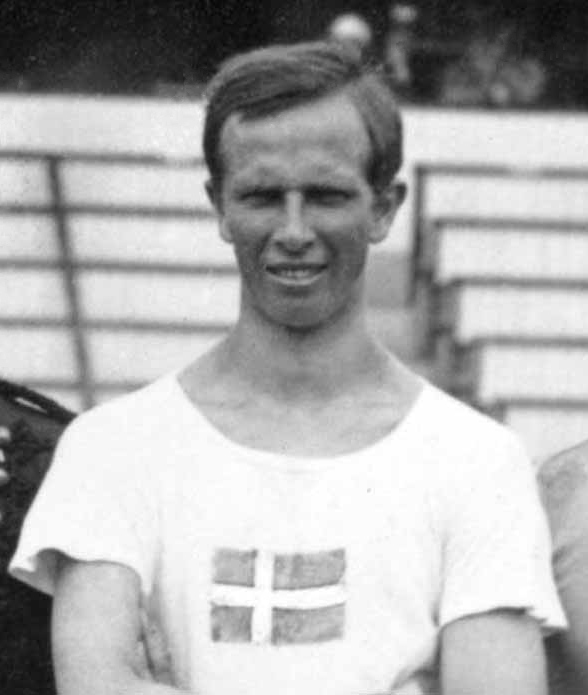
Gustaf Dyrssen 1920.

Gustaf Peder Wilhelm Dyrssen, född 24 november 1891 i Stockholm, död 13 maj 1981 i Kungsängen, var en svensk militär (generallöjtnant), idrottsman och idrottsledare.

## Biografi

### Uppväxt och militär karriär
Dyrssen var son till amiral Wilhelm Dyrssen och friherrinnan Lizinka af Ugglas samt bror till Magnus Dyrssen. Han blev underlöjtnant vid Svea artilleriregemente (A 1) 1912 och gick på Artilleri- och ingenjörhögskolan 1914-1915. Dyrssen blev löjtnant 1915, gick på Krigshögskolan 1917-1919, var aspirant vid generalstaben 1920-1922, blev kapten 1924 och tjänstgjorde vid Statens Järnvägar 1924-1926. Dyrssen var lärare vid Artilleri- och ingenjörhögskolan 1926-1932, kapten vid Svea artilleriregemente 1930-1932, kapten vid generalstaben 1932 och byråchef i järnvägsstyrelsen 1932-1937.
Han utnämndes till major 1934, var överadjutant och överstelöjtnant vid generalstaben 1937, chef för försvarsstabens kommunikationsavdelning 1937-1939 samt överstelöjtnant och chef för Gotlands artillerikår (A 7) 1939. Dyrssen blev överste 1940, var chef för Svea artilleriregemente 1941-1942, kommendant i Boden och ställföreträdande militärbefälhavare i VI.militärområdet 1942-1945, generalmajor 1944, militärbefälhavare i IV.militärområdet och överkommendant i Stockholm 1945-1957. Han tog avsked och utnämndes till generallöjtnant i reserven 1957.

### Idrottskarriär
Dyrssen deltog som idrottsutövare i fyra olympiska spel:
- Antwerpen 1920: modern femkamp (guldmedalj)
- Paris 1924: modern femkamp (silvermedalj) och fäktning
- Amsterdam 1928: fäktning
- Berlin 1936: värjfäktning lag (silvermedalj)

Han blev även svensk mästare i modern femkamp 1922.

### Privatliv
Dyrssen var gift första gången 1915-1953 med Maria Wennerholm (1894-1980), dotter till överste Malcolm Wennerholm och Elsa Broman. Han gifte sig andra gången 1953 med Eva Hallin (1910-2007), dotter till kammarherre Axel Hallin och Helga Kreuger. Han ägde Öråkers herrgård i nuvarande Upplands-Bro kommun.

## Uppdrag
Dyrssens uppdrag:
- Ordförande järnvägsberedskapsutredningen 1935-1937
- Ordförande i interskandinaviska transiteringkommittén 1939
- Ordförande i 1945 års militärutredning
- Medlem i Sveriges Olympiska Kommitté 1946
- Ordförande i Sveriges centralförening för idrottens främjande 1947-1961
- Ordförande i Svenska Fäktförbundet 1936-1940
- Ordförande i Union Internationale de Pentathlon Moderne och skidskytteförbundet 1949-1960
- Medlem av Internationella olympiska kommittén 1952-1970
- Medlem av Kungliga Krigsvetenskapsakademien 1936
- VD för Skid- och friluftsfrämjandet 1947-1962